# Smartline
Smartline is een kleine luchtvaartmaatschappij uit Oostenrijk die sinds 5 februari 2007 de route tussen Sankt Gallen-Althenrhein en Mönchengladbach vliegt. De maatschappij werd opgericht vanuit de vraag vanuit het zakenleven. Daar Vorarlberg geen internationale luchthaven heeft, is Althenrhein een  thuisbasis voor Oostenrijkse luchtvaartmaatschappijen in het westen. 
Smartline vliegt op maandag tot en met vrijdag vier keer per dag deze route. De maatschappij kent alleen de business-class. Smartline vliegt met een Beechcraft 1900. 
Ingenieur Wolfgang Folie heeft de leiding over deze maatschappij.